# Grammonota ornata
Grammonota ornata är en spindelart som först beskrevs av O. Pickard-Cambridge 1875.  Grammonota ornata ingår i släktet Grammonota och familjen täckvävarspindlar. Inga underarter finns listade i Catalogue of Life.